# Konev na mléko

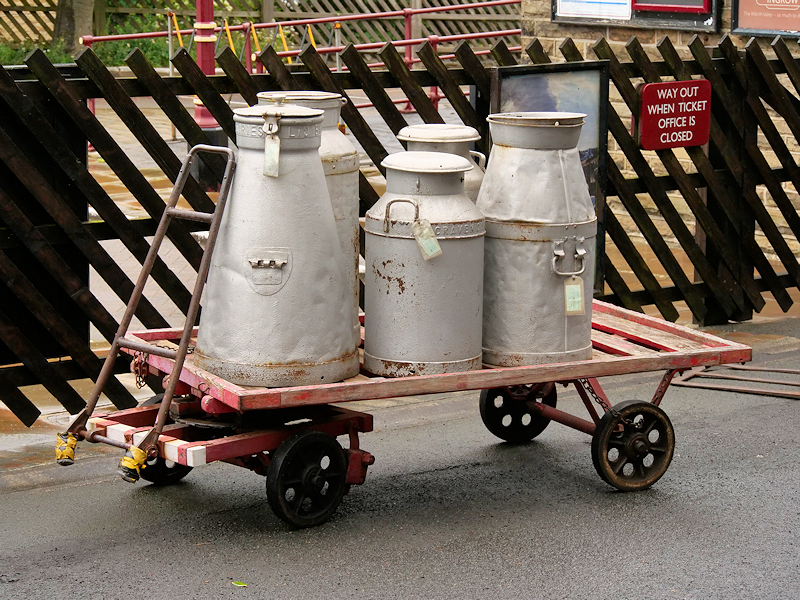
Konve na mléko

Konev na mléko je vysoká, kuželovitá nebo válcovitá nádoba určená pro přepravu mléka. V Česku začaly konve na mléko nahrazovat dříve běžné putny na konci 19. století. Koncem 19. století a v první třetině 20. století byly konve na mléko velmi žádaným zbožím. Nejčastěji se vyráběly z pozinkovaného či pocínovaného hliníku. K přepravě konví na mléko se ještě v meziválečném období běžně používaly koňské povozy. Ty byly ve 40. letech 20. století nahrazeny nákladními automobily.
Takovéto konvice byly dříve používány i ve Spojeném království, v Irsku a dalších evropských zemích tak, že farmáři nechávali konve u silnice na vyvýšených plošinách, aby se mohly snadněji nakládat na vůz nebo nákladní automobil, kterým byly sváženy do mlékárny. Přestaly se používat poté, co začalo být mléko z farem sváženo cisternami. Zcela ve Spojeném království vymizely do roku 1979. Některé stojany se zachovaly a slouží jako historická památka, ale většina z nich byla demontována nebo zchátrala.

## Fotogalerie

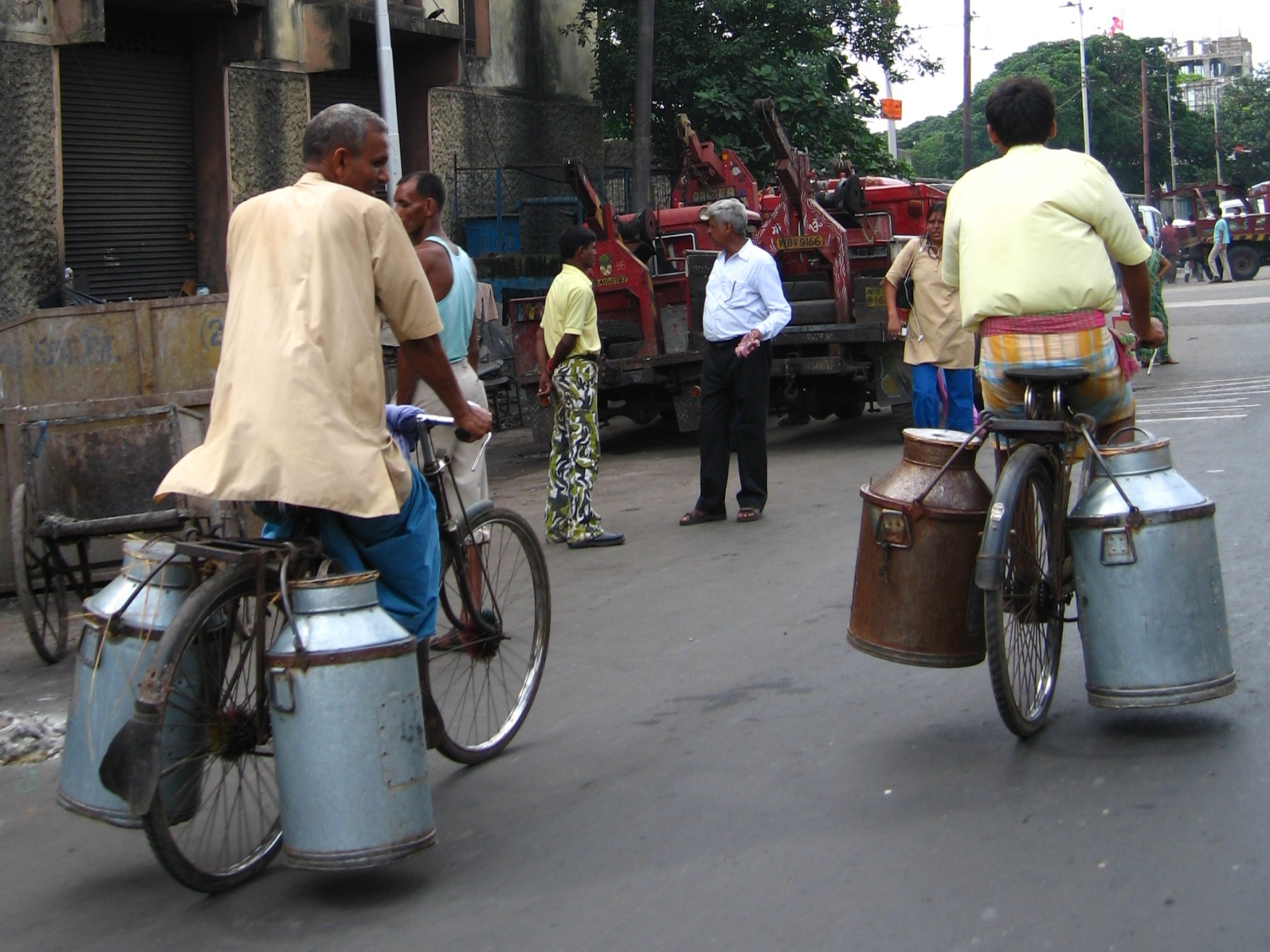
Konve na mléko vezená na jízdním kole, Kalkata, 2007
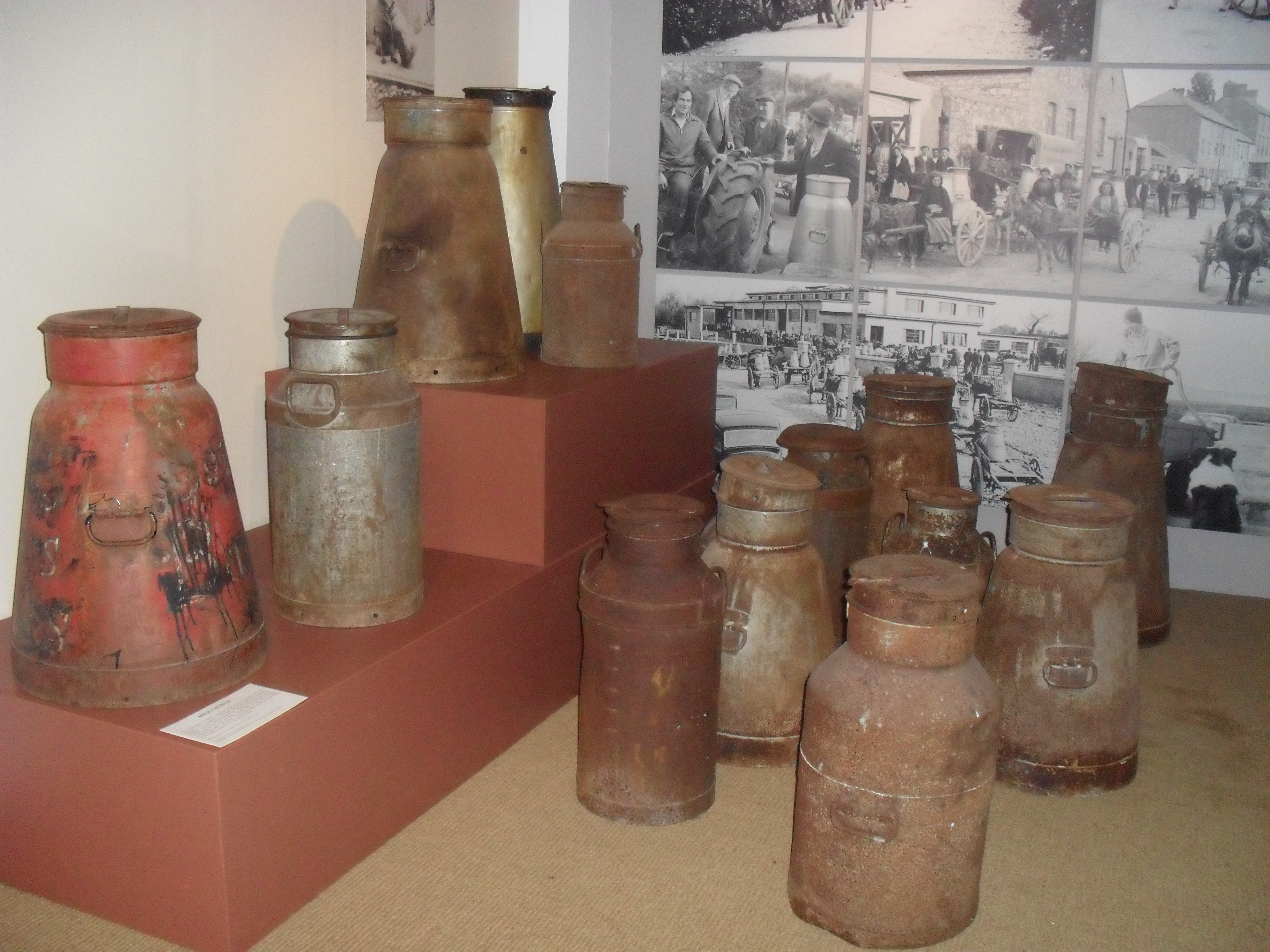
Různé tvary konví na mléko v Cork Butte Museum v Irsku
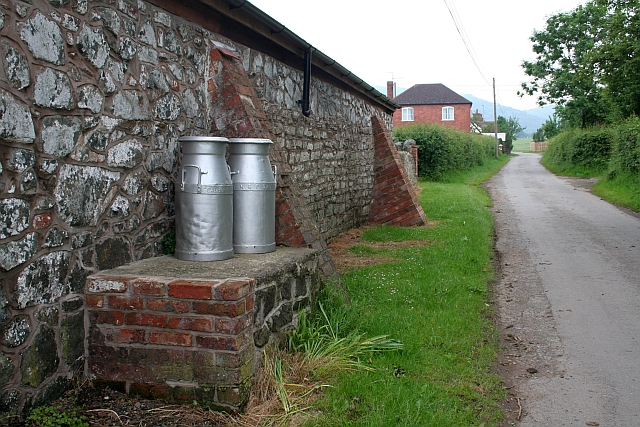
Ukázka stojanu, na který byly dříve umisťovány v některých zemích konve na mléko